# Parafia św. Jadwigi Śląskiej w Chorzowie
Parafia św. Jadwigi Śląskiej – parafia dekanatu chorzowskiego leżąca w centrum Chorzowa.

## Historia

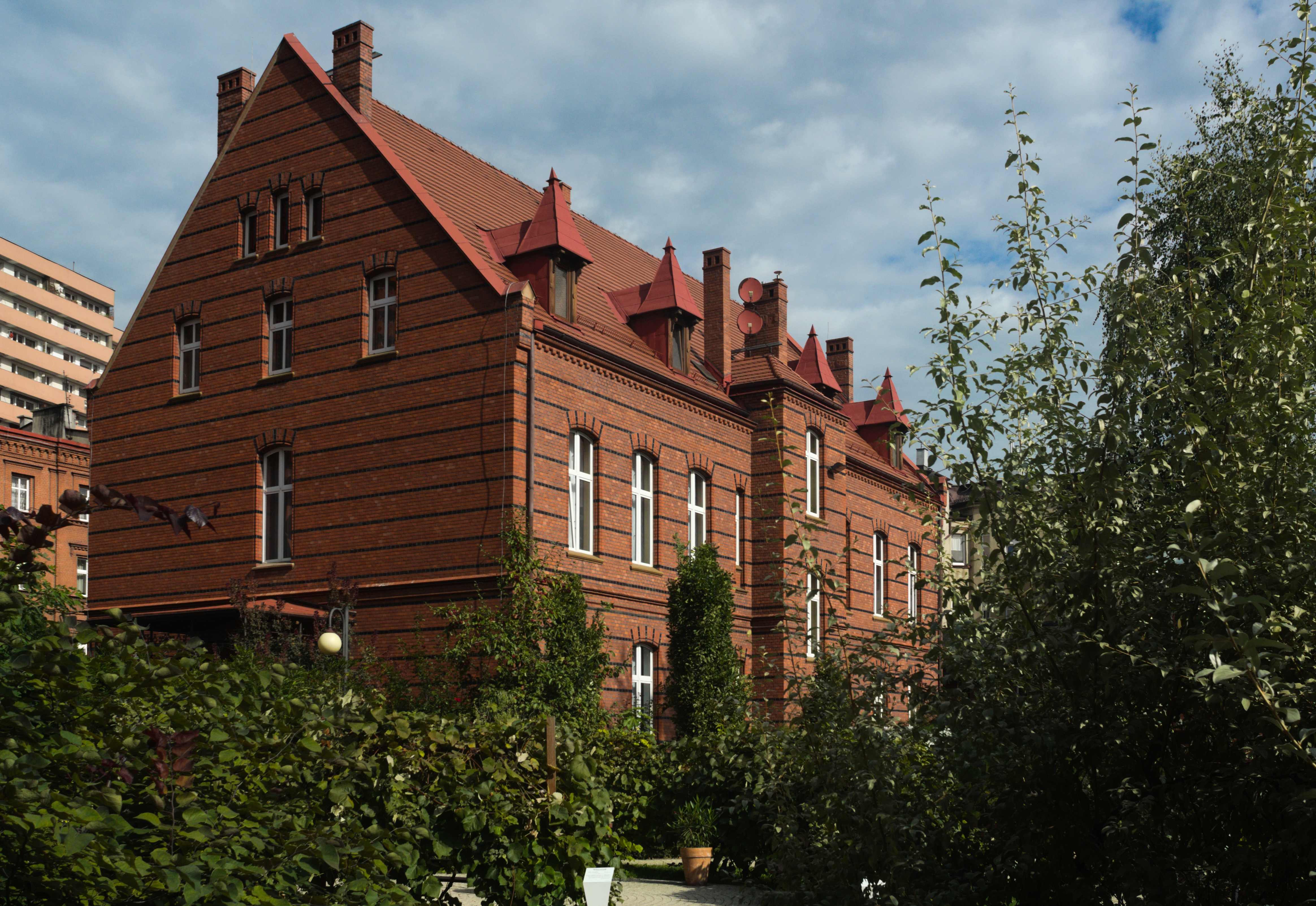
Zabytkowy budynek probostwa parafii św. Jadwigi (2019)

Kościół pw. św. Jadwigi Śląskiej, poświęcony 18 października 1874 roku był początkowo kościołem filialnym parafii św. Barbary w Chorzowie. W trakcie wizytacji kard. Georga Koppa w Królewskiej Hucie w 1888 roku pojawiła się myśl podziału parafii św. Barbary, liczącej już wówczas 40 tysięcy wiernych. Parafia św. Jadwigi Ślaskiej  została erygowana 1 lipca 1889 roku.
Pierwszym proboszczem 7 czerwca 1893 roku został ustanowiony ks. Franciszek Tylla. Na początku proboszcz mieszkał w wynajętym jednopiętrowym domu. Probostwo zakończono budować w 1894 roku. W 1889 roku zakupiono grunt pod cmentarz parafialny. Dziesięć lat później zbudowano na cmentarzu kaplicę według projektu Ludwiga Schneidera. Przewidując, że cmentarz szybko okaże się niewystarczający, w 1911 roku wydzierżawiono teren pod cmentarz w Nowych Hajdukach.

## Rozbudowa kościoła

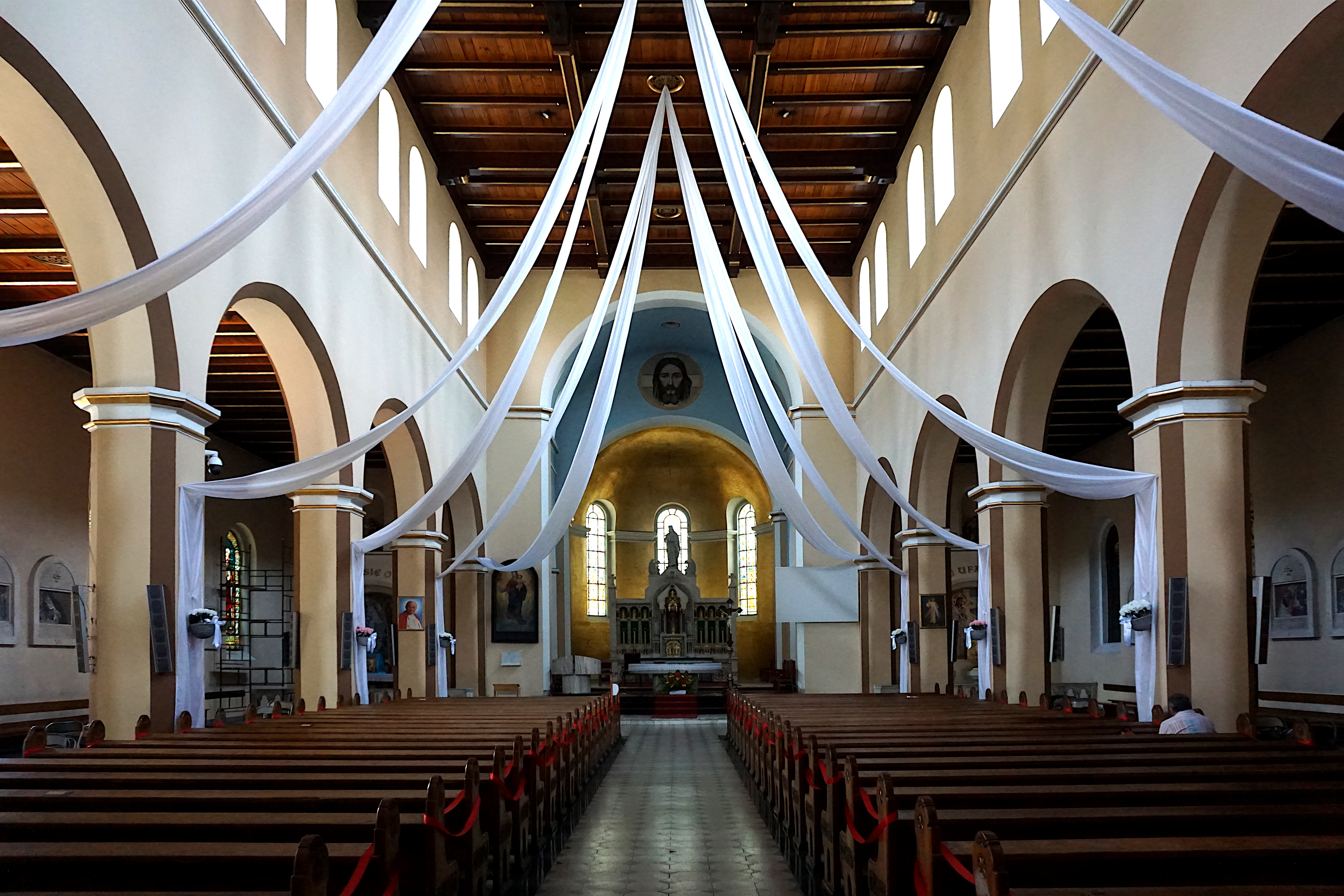
Wnętrze kościoła

W 1908 roku parafia św. Jadwigi Śląskiej liczyła około 30 tysięcy wiernych. Gdy okazało się, że nowego kościoła z braku odpowiedniego miejsca wybudować już nie będzie można, postanowiono stary kościół poszerzyć. Do istniejącego kościoła dobudowano dwie tylne wieże, portal i chór organowy. Kościół wzbogacił się o ołtarz ze szlifowanego białego marmuru z figurą św. Jadwigi Śląskiej  i figurami klęczących aniołów. W kościele stanęły nowe, większe organy. Obecny wystrój wnętrza kościoła jest autorstwa Adama Lisika i Andrzeja Kowalskiego. W kościele znajdują się mozaiki Adama Bunscha.

## Bractwa, stowarzyszenia i organizacje kościelne
W parafii św. Jadwigi działały następujące organizacje kościelne: Żywy Różaniec (zał. 1883), Katolicki Związek Ludowy (zał. 1884), III zakon św. Franciszka (zał. 1891), Bractwo Trzeźwości (zał. 1891), Alojzjanie (zał. 1892), Związek Abstynentów (zał. 1894), Konferencja Pań św. Wincentego a Paulo (zał. 1894), Bractwo Pocieszenia (zał. 1894), Straż Honorowa (zał. 1894), Bractwo Bożego Ciała (zał. 1894) i Bractwo Najświętszego Sakramentu Ołtarza, Bractwo Godziny Świętej i Komunii Wynagradzającej (zał. 1896), Sodalicja Mariańska Panien i Młodzieńców (1899), Katolickie Stowarzyszenie Młodzieży (zał. 1899), Bractwo Matek Chrześcijańskich (zał. 1904), Dzieło Dziecięctwa Pana Jezusa (zał. 1905), Stowarzyszenie Kobiet Pracujących (1907). W tym czasie bractwa i stowarzyszenia parafialne na Śląsku pełniły nie tylko ważne funkcje religijne, ale także narodowe.

### Ośrodek Liturgiczny Ruchu Światło-Życie Archidiecezji Katowickiej im. św. Benedykta
Przy parafii działa Ośrodek Liturgiczny Ruchu Światło-Życie Archidiecezji Katowickiej im. św. Benedykta zajmujący się rzymskokatolicką, łacińską liturgią.
Ośrodek skupia duchownych i osoby świeckie zainteresowanych badaniem i dbaniem o należytą celebrację liturgii katolickiej. Cel ten jest realizowany m.in. poprzez uroczyste celebracje Liturgii Godzin oraz Eucharystii, organizacje warsztatów muzyczno-liturgicznych, prowadzenie Chóru Ośrodka Liturgicznego, wydawnictwo śpiewników oraz płyt CD z muzyką liturgiczną oraz komentarzami do liturgii, publikacje na stronie internetowej ośrodka.

### Proboszczowie[1]
- ks. prał. Franciszek Tylla, duszpasterz 1888–1893, proboszcz 1893–1922
- ks. kan. Jan Gajda 1922–1947
- ks. Jerzy Lokay, substytut 1939
- ks. Wilhelm Pniok, substytut 1939–1940
- ks. Henryk Mazurek, substytut 1942
- ks. Władysław Marchlewicz, substytut 1942–1944
- ks. Franciszek Długajczyk, administrator 1947
- ks. kan. Gerard Bańka, administrator 1947–1954
- ks. Piotr Kowolik 1954–1956
- ks. kan. Gerard Bańka 1956–1977
- ks. prał. kan. Ryszard Dyllus 1977–1987
- ks. Jan Podsiadło, administrator 1986–1987
- ks. kan. Henryk Markwica 1987–1999
- ks. Emanuel Pietryga, od 1999 r.